# Ukrajinská hokejová reprezentace
Ukrajinská hokejová reprezentace patří mezi národní reprezentace v ledním hokeji.

## Zimní olympijské hry
- 1920–1992 – (součást sovětské reprezentace)

| Hokej na ZOH | Místo ZOH                 | Umístění  | Soupisky |
| ------------ | ------------------------- | --------- | -------- |
| ZOH – 1994   | Norsko Lillehammer        | Ne        |          |
| ZOH – 1998   | Japonsko Nagano           | Ne        |          |
| ZOH – 2002   | USA Salt Lake City        | 10. místo | Soupiska |
| ZOH – 2006   | Itálie Turín              | Ne        |          |
| ZOH – 2010   | Kanada Vancouver          | Ne        |          |
| ZOH – 2014   | Rusko Soči                | Ne        |          |
| ZOH – 2018   | Jižní Korea Pchjongčchang | Ne        |          |
| ZOH – 2022   | Čína Peking               | Ne        |          |

## Mistrovství světa v ledním hokeji
- 1930–1992 – (součást sovětské reprezentace)
- skupina B nebo • divize D1
- skupina C
- Legenda: červené podbarvení - sestup, zelené podbarvení - postup, fialové podbarvení - reorganizace, změna skupiny či soutěže

| Hokej na MS  | Místo turnaje                 | Umístění                         |
| ------------ | ----------------------------- | -------------------------------- |
| MS – 1993 C  | SRN                           | Stříbrná medaile                 |
| MS – 1994 C  | Itálie                        | Bronzová medaile                 |
| MS – 1995 C  | Švédsko                       | Bronzová medaile                 |
| MS – 1996 C  | Rakousko                      | Stříbrná medaile                 |
| MS – 1997 C  | Finsko                        | Zlatá medaile                    |
| MS – 1998 B  | Švýcarsko                     | Zlatá medaile                    |
| MS – 1999    | Norsko                        | 14. místo                        |
| MS – 2000    | Rusko                         | 14. místo                        |
| MS – 2001    | Německo                       | 10. místo                        |
| MS – 2002    | Švédsko                       | 9. místo                         |
| MS – 2003    | Finsko                        | 12. místo                        |
| MS – 2004    | Česko                         | 14. místo                        |
| MS – 2005    | Rakousko                      | 11. místo                        |
| MS – 2006    | Lotyšsko                      | 12. místo                        |
| MS – 2007    | Rusko                         | 16. místo (sestup)               |
| MS – 2008 D1 | Japonsko                      | Stříbrná medaile                 |
| MS – 2009 D1 | Polsko                        | Stříbrná medaile                 |
| MS – 2010 D1 | Nizozemsko                    | Stříbrná medaile                 |
| MS – 2011 D1 | Ukrajina                      | Bronzová medaile                 |
| MS – 2012 D1 | Slovinsko                     | 6. místo (sestup)                |
| MS – 2013 D1 | Ukrajina                      | místo (postup)                   |
| MS – 2014 D1 | Jižní Korea                   | 4. místo                         |
| MS – 2015 D1 | Polsko                        | 6. místo                         |
| MS – 2016 D1 | Chorvatsko                    | místo (postup)                   |
| MS – 2017 D1 | Ukrajina                      | 6. místo (sestup)                |
| MS – 2018 D1 | Litva                         | 4. místo                         |
| MS – 2019 D1 | Estonsko                      | 5. místo                         |
| MS – 2020 D1 | Slovinsko a Polsko            | Zrušeno kvůli pandemii covidu-19 |
| MS – 2021 D1 | Slovinsko a Polsko            | Zrušeno kvůli pandemii covidu-19 |
| MS – 2022 D1 | Slovinsko a Polsko            | místo                            |
| MS – 2023 D1 | Spojené království a Estonsko | místo                            |
| MS – 2024 D1 | Litva                         | místo (postup)                   |
| MS – 2025 D1 | Rumunsko                      | místo                            |

## Dresy
| MS 1998–2000 |
|              |